# Bajo sospecha (película de 1943)
Bajo sospecha (en inglés Above Suspicion) es una película estadounidense basada en la novela Above Suspicion de Helen MacInnes.

## Argumento
En 1939 Richard Myles (Fred MacMurray), un profesor estadounidense que enseña en la Universidad de Oxford, y su nueva esposa Frances (Joan Crawford) se encuentran en viaje de novios por Europa. Antes de salir Myles fue contactado por el servicio secreto británico, que le solicitó su colaboración mientras se encontrase en Alemania, ya que el comienzo de la guerra es inminente. Myles accedió porque lo consideró interesante. Cuando inician sus gestiones en Alemania, Myles y su esposa incluso se divierten, pero pronto cambia su opinión sobre este asunto.